# Eriocheir hepuensis
Eriocheir hepuensis is een krabbensoort uit de familie van de Varunidae. De wetenschappelijke naam van de soort is voor het eerst geldig gepubliceerd in 1991 door Dai.